# Guyana (1966-1970)
Guyana was van 1966 tot 1970 een onafhankelijk land binnen het Gemenebest van Naties met de Britse koningin Elizabeth II als staatshoofd (een Commonwealth realm). Het Zuid-Amerikaanse land ontstond op 26 mei 1966 toen de kolonie Brits-Guiana onafhankelijk werd van het Verenigd Koninkrijk. Op 23 februari 1970 werd de monarchie afgeschaft en de Coöperatieve Republiek Guyana opgericht. 

## Bestuur
De Britse koningin Elizabeth II was staatshoofd van Guyana als de Koningin van Guyana. De koningin werd in haar functie vertegenwoordigd door een gouverneur-generaal. De gouverneurs-generaal waren Richard Luyt (tot 16 december 1966), David Rose (16 december 1966 - 10 november 1969) en Edward Luckhoo (vanaf 10 november 1969). Na de uitroeping van de republiek was Edward Luckhoo enkele weken waarnemend president van Guyana. Tijdens het bestaan van Guyana als onafhankelijke monarchie is Elizabeth II niet in het land geweest. De premier van Guyana was Forbes Burnham. Hij bleef premier na de uitroeping van de republiek, tot hij in 1980 president werd. 